# Rat Queens
Rat Queens é uma revista em quadrinhos americana, publicada pela editora Image Comics desde 2013. A série foi criada pelo escritor Kurtis J. Wiebe e pelo desenhista John Carlton Upchurch, cujo nome artístico é "Roc Upchurch", e rapidamente se tornou um sucesso de crítica e público.
A série foi indicada em 2014 ao Eisner Award, na categoria "Melhor Série Estreante" e foram anunciados planos para uma série animada, produzida em conjunto pela Weta Digital e pela Heavy Metal. As dez primeiras edições foram ilustradas por Upchurch, até que, em novembro de 2014, ele foi preso por agredir a ex-esposa, o que levou a sua demissão da revista, com a publicação de novas edições interrompida.
A série será retomada a partir de maio de 2015, com a substituição de Upchurch por Stjepan Šejić